# Tmarus dostinikus
Tmarus dostinikus är en spindelart som beskrevs av Alberto Barrion och James A. Litsinger 1995. Tmarus dostinikus ingår i släktet Tmarus och familjen krabbspindlar.
Artens utbredningsområde är Filippinerna. Inga underarter finns listade i Catalogue of Life.